# Uranami (contratorpedeiro de 1928)
O Uranami (浦波) foi um contratorpedeiro operado pela Marinha Imperial Japonesa e a décima embarcação da Classe Fubuki. Sua construção começou em abril de 1927 nos estaleiros da Uraga Senkyo e foi lançado ao mar em novembro de 1928, sendo comissionado na frota japonesa em junho do ano seguinte. Era armado com uma bateria de seis canhões de 127 milímetros e nove tubos de torpedo de 610 milímetros, tinha um deslocamento de pouco mais de duas mil toneladas e conseguia alcançar uma velocidade máxima de 38 nós (setenta quilômetros por hora).
O Uranami passou seus primeiros anos de serviço sem incidentes. Ele deu cobertura para desembarques em Xangai e Hangzhou em 1937 na Segunda Guerra Sino-Japonesa. Já na Segunda Guerra Mundial, participou das invasões da Malásia, Sumatra e Java na virada de 1941 para 1942 e depois da Campanha de Guadalcanal. Ele passou a maior parte de 1943 e 1944 escoltando diversos comboios entre diferentes bases pelo Oceano Pacífico. O navio foi afundado em 26 de outubro de 1944 por ataques aéreos lançados por quatro porta-aviões de escolta norte-americanos.